# Tom Holland (director)
Thomas Lee Holland (nascut l'11 de juliol de 1943) és un guionista, actor i director estatunidenc més conegut pel seu treball al gènere de pel·lícules de terror, que va escriure la seqüela de 1983 de la clàssica pel·lícula d’Alfred Hitchcock Psicosi, dirigint i coescrivint la primera entrada de la franquícia El ninot diabòlic, i escrivint i dirigit la pel·lícula de cult de vampirs Nit de por. Va dirigir les adaptacions de Stephen King adaptations The Langoliers i Thinner. Ha rebut dues vegades el Premi Saturn. Holland va fer el salt a la literatura infantil el 2018 quan va coescriure How to Scare a Monster amb el seu també escriptor Dustin Warburton.

## Primers anys i educació
Holland va néixer l'11 de juliol de 1943 a Poughkeepsie (Nova York), de Lee i Tom Holland. Va assistir a Ossining Public High School a Ossining, Nova York abans de traslladar-se a la Worcester Academy, on es va graduar el 1962. Després de graduar-se a l'escola secundària, Holland va assistir a la Northwestern University durant un any abans de traslladar-se a la Universitat de Califòrnia a Los Angeles, on es va graduar el 1970. Més tard es va graduar a la UCLA Law School amb un doctorat en lleis.

## Carrera

### Carrera d'actuació
Holland es va formar com a actor a l'Actors Studio amb Lee Strasberg. Al llarg dels anys 60 i principis dels 70, Holland va aparèixer sota el sobrenom de Tom Fielding en diversos papers d'estrelles secundàries i convidades tant per a televisió com per al cinema, com ara A Walk in the Spring Rain al costat d'Anthony Quinn i Ingrid Bergman.
El desembre de 2009 Holland va ser seleccionat per a Hatchet II d'Adam Green, juntament amb Danielle Harris, Tony Todd, Kane Hodder, i R.A. Mihailoff. Va narrar la pel·lícula al costat de Green a la Convenció Internacional de Còmics de San Diego de 2010.

### Escriptor
Holland va fer el seu debut com a guionista amb el telefilm de 1978 The Initiation of Sarah. Va fer el seu debut com a guionista de llargmetratges el 1982, adaptant la novel·la d'Edward Levy The Beast Within a pel·lícula del mateix títol. Aquell mateix any, va escriure Class of 1984, un thriller urbà centrat en la delinqüència juvenil i la subcultura punk. La pel·lícula va resultar controvertida a l'estrena i va ser fortament censurada al Regne Unit i totalment prohibida a altres països. Des de llavors s'ha convertit en un clàssic de culte.
Holland va ser contractada per Universal Pictures per escriure una seqüela de la pel·lícula de 1960 d'Alfred Hitchcock Psicosi, que des del seu llançament inicial havia estat aclamada com no sols una pel·lícula de terror seminal i icònica, sinó també una de les pel·lícules més grans de tots els temps. L’actor principal Anthony Perkins, que abans havia mostrat aprensió per aparèixer en una seqüela, va acceptar fer la pel·lícula després de quedar impressionat pel guió de Holland. La pel·lícula, dirigida per Richard Franklin i coprotagonitzada per Meg Tilly, Robert Loggia i Dennis Franz, es va estrenar al número 2 de la taquilla (darrere d'El retorn del Jedi) i va recaptar 34 milions de dòlars bruts.
Holland va tornar a fer equip amb el director Franklin l'any següent a la seva següent pel·lícula, Cloak & Dagger. A diferència de la seva pel·lícula anterior, Cloak & Dagger era una pel·lícula d'espies dirigida a un públic més jove, i protagonitzada per Henry Thomas d'E.T., l'extraterrestre en el seu paper protagonista. Malgrat les ressenyes crítiques positives, la pel·lícula va ser un fracàs financer, amb un descompte de 9.719.952 dòlars d'un pressupost de producció de 13 milions de dòlars.

### Direcció
El debut com a director d'Holanda va arribar el 1985 amb la pel·lícula de terror de vampirs Nit de por. Holland va concebre per primera vegada la premissa durant l'escriptura de Cloak & Dagger, d'un fan del cinema de terror que s'assabenta que el seu veí és un vampir. Va triar dirigir la pel·lícula ell mateix després d'haver estat decebut amb la direcció de Michael Winner del seu guió Scream for Help. La pel·lícula va tenir un èxit financer i de crítica, i va obtenir una bona crítica de Roger Ebert qui va escriure "Nit de por no és una pel·lícula distingida, però és molt divertida." La pel·lícula va generar una seqüela el 1988 titulada Fright Night Part 2, i un remake del 2011, Fright Night protagonitzada per Colin Farrell i Anton Yelchin. Aquell remake també va tenir la seva pròpia seqüela, Fright Night 2: New Blood, que es va estrenar el 2013. Holland no va participar en cap de les seqüeles ni en el remake. El 28 d'octubre de 2020, Holland va confirmar que està escrivint una seqüela directa de la Fright Night original titulada Fright Night: Resurrection i que la seva seqüela ignoraria la seqüela de 1988 i seria una seqüela adequada de la seva pel·lícula de 1985.
El 1988, Holland va dirigir El ninot diabòlic, que va rebre crítiques positives d'Ebert i Leonard Maltin, que va generar una franquícia de llarga durada que consta de sis seqüeles, i va ajudar a elevar el seu antagonista Chucky a una icona de la cultura pop. Va dirigir tres episodis de la sèrie d'antologia de terror Tales from the Crypt, i va tornar a les pel·lícules de televisió amb The Stranger Within. El 1996 va escriure i dirigir una Adaptació de la minisèrie ABC de la novel·la Stephen King The Langoliers, i l'any següent va adaptar la novel·la de King. Thinner en una pel·lícula del mateix títol.

### Dead Rabbit Films
Ell i David Chackler van fundar l'empresa de cinema de terror Dead Rabbit Films el 2009. Holland va escriure i dirigir una sèrie web d'antologia de terror titulada Twisted Tales, que va aparèixer a Fearnet el 2013 i es va publicar als mitjans domèstics el 2014.

## Vida personal
És el pare de l'actor estatunidenc Josh Holland.

## Filmografia

### Cinema

#### Crèdits cinematogràfics
| Any  | Títol                 | Director | Guionista | Notes                |
| ---- | --------------------- | -------- | --------- | -------------------- |
| 1982 | The Beast Within      | No       | Sí        |                      |
| 1982 | Class of 1984         | No       | Sí        |                      |
| 1983 | Psycho II             | No       | Sí        |                      |
| 1984 | Cloak & Dagger        | No       | Sí        |                      |
| 1984 | Scream for Help       | No       | Sí        |                      |
| 1985 | Nit de por            | Sí       | Sí        | debut com a director |
| 1987 | Bellesa mortal        | Sí       | No        |                      |
| 1988 | El ninot diabòlic     | Sí       | Sí        |                      |
| 1993 | The Temp              | Sí       | No        |                      |
| 1996 | Thinner               | Sí       | Sí        |                      |
| 2010 | To Hell with You      | Sí       | No        | Curtmetratge         |
| 2011 | Fright Night          | No       | Història  |                      |
| 2017 | Rock, Paper, Scissors | Sí       | No        |                      |

#### Productor executiu
| Any  | Títol                                               | Notes                               |
| ---- | --------------------------------------------------- | ----------------------------------- |
| 2016 | You're So Cool, Brewster! The Story of Fright Night | Documental; també consultor creatiu |
| 2016 | What Is Fright Night?                               | Curtmetratges documentals           |
| 2016 | Tom Holland i Amanda Bearse Talk Fright Night       | Curtmetratges documentals           |
| 2016 | Tom Holland: Writing Horror                         | Curtmetratges documentals           |
| 2016 | Roddy McDowall: From Apes to Bats                   | Curtmetratges documentals           |
| 2016 | A Beautiful Darkness: The Look of Regine            | Curtmetratges documentals           |

#### Crèdits d’actor
| Any  | Títol                                | Paper               | Notes                        |
| ---- | ------------------------------------ | ------------------- | ---------------------------- |
| 1963 | Amèrica, Amèrica                     | (veu)               | No acreditat                 |
| 1969 | Estudi de models                     | Gerry               |                              |
| 1969 | Changes                              | Company d’habitació |                              |
| 1970 | A Walk in the Spring Rain            | Noi                 |                              |
| 1972 | Josie's Castle                       | Leonard Robbins     |                              |
| 1983 | Psycho II                            | Deputy Norris       |                              |
| 2009 | The Crystal Lake Massacres Revisited | Charles Brewster    | Curtmetratge fals documental |
| 2010 | Hatchet II                           | Bob                 |                              |
| 2014 | Digging Up the Marrow                | Ell mateix          |                              |
| 2015 | Clowntown                            | Pallasso sense nom  | Curtmetratge                 |
| TBA  | The Tarot                            | Oncle Walter        |                              |

### Televisió i web

#### Crédits cinematogràfics
| Any       | Títol                   | Director | Guionista | Productor executiu | Notes |
| --------- | ----------------------- | -------- | --------- | ------------------ | --- |
| 1978      | The Initiation of Sarah | No       | Story     | No                 | Telefilm |
| 1986      | Amazing Stories         | Sí       | No        | No                 | Episodi: "Miscalculation"                                                                                        |
| 1989-1992 | Tales from the Crypt    | Sí       | Sí        | No                 | Director episodis: "Lover Come Hack to Me" & "King of the Road" Escriu i dirigeix episodi: "Four-Sided Triangle" |
| 1990      | The Stranger Within     | Sí       | No        | No                 | Telefilm |
| 1991      | The Owl                 | Sí       | Sí        | Sí                 | Episodi pilot |
| 1992      | Two-Fisted Tales        | Sí       | No        | No                 | Telefilm (segment: "King of the Road")                                                                           |
| 1995      | The Langoliers          | Sí       | Sí        | No                 | Television miniseries (2 episodis)                                                                               |
| 2006      | The Initiation of Sarah | No       | Story     | No                 | Telefilm |
| 2006      | Driven                  | Sí       | Sí        | Sí                 | Web Curtmetratge                                                                                                 |
| 2007      | Masters of Horror       | Sí       | No        | No                 | Episodi: "We All Scream for Ice Cream"                                                                           |
| 2008      | 5 or Die                | Sí       | No        | Sí                 | Web Curtmetratge                                                                                                 |
| 2013      | Twisted Tales           | Sí       | Sí        | Sí                 | Web series (9 episodis)                                                                                          |

#### Crèdits d’actuació
| Any       | Títol                                  | Paper                 | Notes                                   |
| --------- | -------------------------------------- | --------------------- | --------------------------------------- |
| 1958      | Telephone Time                         | Millsap               | Episodi: "Trail Blazer"                 |
| 1964      | 77 Sunset Strip                        | Al Killian            | Episodi: "Lover's Lane"                 |
| 1964      | Bob Hope Presents the Chrysler Theatre | Vic Burns             | Episodi: "Out on the Outskirts of Town" |
| 1965-1966 | A Flame in the Wind                    | Steve Reynolds #2     | 50 episodis                             |
| 1967      | Combat!                                | Pfc. Tommy Bishop     | Episodi: "Entombed"                     |
| 1968      | Felony Squad                           | LeRoy Baker           | Episodi: "Epitaph for a Cop"            |
| 1969      | My Friend Tony                         | Urknown               | Episodi: "The Hazing"                   |
| 1969      | The Young Lawyers                      | David Harrison        | Episodi: "Pilot"                        |
| 1969      | Medical Center                         | Jess Yarnaby          | Episodi: "24 Hours"                     |
| 1978      | The Incredible Hulk                    | Steve Silva           | Episodi: "Another Path"                 |
| 1983      | The Winds of War                       | Devilfish Sub Captain | Episodi: "Into the Maelstrom"           |
| 1991      | The Owl                                | Mugger                | Pilot de televisió                      |
| 1994      | The Stand                              | Carl Hough            | Minisèrie (2 episodis)                  |
| 1995      | The Langoliers                         | Harker                | Minisèrie (2 episodis)                  |
| 2007      | Masters of Horror                      | Funeral Guest         | Episodi: "We All Scream for Ice Cream"  |
| 2010      | Team Unicorn                           | Avi                   | Episodi: "A Very Zombie Holiday"        |
| 2013      | Twisted Tales                          | Ell mateix / Janitor  | Websèrie (9 episodis)                   |
| 2015      | 20 Seconds to Live                     | Bystander             | Episodi: "Evil Doll"                    |

## Recepció crítica
| Pel·lícula               | Puntuació de Rotten Tomatoes |
| ------------------------ | ---------------------------- |
| The Beast Within (1982)  | 13%                          |
| Class of 1984 (1982)     | 75%                          |
| Psycho II (1983)         | 61%                          |
| Scream for Help (1984)   | N/D                          |
| Cloak & Dagger (1984)    | 64%                          |
| Nit de por (1985)        | 91%                          |
| Bellesa mortal (1987)    | 23%                          |
| El ninot diabòlic (1988) | 69%                          |
| The Temp (1993)          | 29%                          |
| The Langoliers (1995)    | 50%                          |
| Thinner (1996)           | 16%                          |
| Fright Night (2011)      | 72%                          |
| Rock Paper Dead (2017)   | N/D                          |

## Premis i nominacions
| Any  | Premi                                | Categoria                                          | Pel·lícula        | Resultat  |
| ---- | ------------------------------------ | -------------------------------------------------- | ----------------- | --------- |
| 1984 | Premi Edgar                          | Millor pel·lícula                                  | Psycho II         | Nominat   |
| 1986 | Premi Dario Argento                  | Millor pel·lícula                                  | Nit de por        | Guanyador |
| 1986 | Premi de la crítica                  | Menció especial                                    | Nit de por        | Guanyador |
| 1986 | Premi Internacional Cinema Fantàstic | Millor pel·lícula                                  | Nit de por        | Nominat   |
| 1986 | Premis Saturn                        | Millor director                                    | Nit de por        | Nominat   |
| 1986 | Premis Saturn                        | Millor pel·lícula de terror                        | Nit de por        | Guanyador |
| 1986 | Premis Saturn                        | Millor guió                                        | Nit de por        | Guanyador |
| 1990 | Premi Saturn                         | Millor pel·lícula de terror                        | El ninot diabòlic | Nominat   |
| 1990 | Premi Saturn                         | Millor guió Compartit amb Don Mancini i John Lafia | El ninot diabòlic | Nominat   |
| 1996 | Premi Saturn                         | Millor Presentació de Televisió                    | The Langoliers    | Nominat   |